# Adrapsa
Adrapsa (лат.) — род бабочек из подсемейства совок-пядениц семейства эребид. Распространены в Азии и Австралии.

## Описание
Бабочки среднего размера (около 3 см) коричневого цвета. Второй членик щупиков достигает верхней части головы (щупики самок серповидные). Грудь и брюшко покрыты ровным слоем чешуек. Голени покрыты волосками. Передние крылья с заострёнными вершинами. Задние крылья с короткими ячейками. Жилки 3 и 4 обычно с последующими жилками 6 и 7. Жилка 5 исходит почти от нижнего угла ячейки.

## Систематика
В составе рода:
- Adrapsa ablualis Walker, 1859
- Adrapsa alsusalis Walker, 1859
- Adrapsa ambrensis Viette, 1965
- Adrapsa angulifascia Rothschild, 1920
- Adrapsa angulilinea Prout, 1928
- Adrapsa atratalis Swinhoe, 1905
- Adrapsa basiferruginea Rothschild, 1920
- Adrapsa bupalistis Strand, 1920
- Adrapsa chartalis Swinhoe, 1906
- Adrapsa incertalis Leech, 1900
- Adrapsa luma Viette, 1961
- Adrapsa luteicosta Prout, 1927
- Adrapsa marmorea Swinhoe, 1902
- Adrapsa mediana Wileman, 1915
- Adrapsa murina Rothschild, 1920
- Adrapsa nigella Swinhoe 1890
- Adrapsa occidens Prout, 1927
- Adrapsa pallidisigna Prout, 1922
- Adrapsa radiata Viette, 1965
- Adrapsa retiata De Joannis, 1930
- Adrapsa rivulata Leech, 1900
- Adrapsa semicircularis Lucas
- Adrapsa subapicalis Moore, 1885
- Adrapsa tapinostola Turner, 1933
- Adrapsa titysusalis Walker, 1859
- Adrapsa unilinealis Roepke, 1938